# Slowenische Eishockeyliga 1991/92
Die Saison 1991/92 war die erste Austragung der slowenischen Eishockeyliga nach der Unabhängigkeitserklärung Sloweniens von Jugoslawien. Sie wurde mit acht Mannschaften ausgetragen. Erster Meister wurde der HK Jesenice.

## Teilnehmerfeld und Modus
Unter den acht teilnehmenden Teams wurden zwei als Zweitmannschaften der favorisierten Clubs aus Jesenice und Laibach betrieben. Da vor der nationalen Meisterschaft auch die erste Saison der Alpenliga stattfand, wurde die Spielzeit verkürzt. Im Grunddurchgang wurde eine einfache Hin- und Rückrunde ausgetragen. Die vier besten Mannschaften spielten sich in einer Zwischenrunde die Platzierung für die Playoffs aus. Das Serie um Platz drei wurde im Modus Best of Five, das Finale im Modus Best of Seven ausgetragen.

## Grunddurchgang
Der Grunddurchgang wurde vom HK Jesenice und dem HDD Olimpija Ljubljana dominiert. Lediglich der HK Bled konnte mit den beiden Mannschaften annähernd konkurrieren. Ohne Sieg blieb jedoch der HK Slavija Ljubljana, der in den vierzehn Spielen nur neun Tore erzielte und letzten Endes mit einem Torverhältnis von -297 abgeschlagen auf dem letzten Platz landete.
| Platz | Team                     | Punkte | Spiele | S  | U | N  | Tore   | TVH  |
| ----- | ------------------------ | ------ | ------ | -- | - | -- | ------ | ---- |
| 1     | HK Jesenice              | 25     | 14     | 12 | 1 | 1  | 161:31 | +130 |
| 2     | HDD Olimpija Ljubljana   | 25     | 14     | 12 | 1 | 1  | 202:24 | +178 |
| 3     | HK Bled                  | 18     | 14     | 9  | 0 | 5  | 156:38 | +118 |
| 4     | HK Jesenice B            | 14     | 14     | 7  | 0 | 7  | 88:71  | +17  |
| 5     | HK Celje                 | 14     | 14     | 7  | 0 | 7  | 81:71  | +10  |
| 6     | HK Triglav               | 12     | 14     | 6  | 0 | 8  | 70:144 | -74  |
| 7     | HDD Olimpija Ljubljana B | 4      | 14     | 2  | 0 | 12 | 45:127 | -82  |
| 8     | HK Slavija Ljubljana     | 0      | 14     | 0  | 0 | 14 | 9:306  | -297 |

## Zwischenrunde
| Platz | Team                   | Punkte | Spiele | S | U | N | Tore  | TVH |
| ----- | ---------------------- | ------ | ------ | - | - | - | ----- | --- |
| 1     | HDD Olimpija Ljubljana | 13 (3) | 6      | 5 | 0 | 1 | 40:15 | +25 |
| 2     | HK Jesenice            | 12 (4) | 6      | 4 | 0 | 2 | 41:16 | +25 |
| 3     | HK Bled                | 6 (2)  | 6      | 2 | 0 | 4 | 22:30 | -8  |
| 4     | HK Jesenice B          | 3 (1)  | 6      | 1 | 0 | 5 | 16:58 | -42 |

## Playoffs

### Serie um Platz drei
- HK Bled (3) – HK Jesenice B (4): 3:0 (9:3, 10:1, 7:1)

### Finale
Die Finalserie zwischen den beiden favorisierten Clubs verlief äußerst knapp. Jesenice konnte nach dem Auftaktsieg der Laibacher in der Serie bis auf 3:1 davonziehen, aber Laibach schaffte es schließlich noch souverän auszugleichen. Vor dem letzten Spiel hatten die Laibacher bereits siegessicher einen Aufkleber mit der Aufschrift  Olimpija Ljubljana – erster Meister Sloweniens auf dem Pokal anbringen lassen. Im Spiel setzte sich jedoch Jesenice deutlich durch und errang so den Titel. Der Aufkleber wurde vom Arzt Jesenices schließlich entfernt und wird bis heute als Andenken an den historischen Sieg aufbewahrt.
- HDD Olimpija Ljubljana (1) – HK Jesenice (2): 3:4 (4:3, 3:4, 2:3, 3:6, 3:0, 5:2, 3:6)

## Kader des slowenischen Meisters
| Slowenischer Meister HK Jesenice | Torhüter: Klemen Mohorič, Cveto Pretnar Verteidiger: Elvis Bešlagič, Sergei Borissow, Tom Jug, Aleš Kalan, Marjan Kozar, Boris Kunčič, Bojan Magazin, Drago Mlinarec, Murajica Pajič, Dejan Varl, Borut Vukčevič Angreifer: Enes Crnovič, Matjaž Kopitar, Matjaž Mahkovic, Bostjan Omerzel, Sergejs Povečerovskis, Sašo Pretnar, Andrej Razinger, Marko Smolej, Aleš Sodja, Zvone Šuvak, Sergei Varnavsky, Nikolai Varianov Cheftrainer: Wladimir Krikunow |

## Meisterschaftsendstand
1. HK Jesenice
2. HDD Olimpija Ljubljana
3. HK Bled
4. HK Jesenice B
5. HDD Olimpija Ljubljana B
6. HK Celje
7. HK Triglav
8. HK Slavija Ljubljana

## Topscorer
| Platz | Spieler            | Verein        | G  | A  | Pts |
| ----- | ------------------ | ------------- | -- | -- | --- |
| 1     | Pavel Vrátný       | HK Triglav    | 53 | 40 | 93  |
| 2     | Alexander Roschkow | HK Bled       | 52 | 38 | 90  |
| 3     | Sergei Stolbun     | HK Bled       | 41 | 34 | 75  |
| 4     | Michail Anfjorow   | HK Bled       | 31 | 37 | 68  |
| 5     | Robert Žolek       | HK Celje      | 33 | 21 | 54  |
| 6     | Nik Zupančič       | HDD Ljubljana | 39 | 12 | 51  |